# Пригоди Форда Ферлейна
«Пригоди Форда Ферлейна» (англ. The Adventures of Ford Fairlane) — американська комедія 1990 року, знята режисером Ренні Харліном за сценарієм Девіда Арнотта, Джеймса Кеппа та Деніела Уотерса на основі історії Арнотта та Кеппа. Головну роль у фільмі зіграв комік Ендрю Дайс Клей.

## Синопсис
Форд Ферлейн — вульгарний приватний детектив, якого наймають, щоб знайти зниклу фанатку. Він розслідує таємницю серії вбивств, пов'язаних з музичною індустрією.

## У ролях
| Актор              | Роль             |
| ------------------ | ---------------- |
| Ендрю Дайс Клей    | Форд Ферлейн     |
| Вейн Ньютон        | Джуліан Грендель |
| Прісцилла Преслі   | Колін Саттон     |
| Лорен Голлі        | Джаз             |
| Брендон Колл       | Малюк            |
| Девід Патрік Келлі | Сем              |
| Морріс Дей         | Дон Клівленд     |
| Роберт Інглунд     | Смайлі           |
| Ед О'Нілл          | лейтенант Еймос  |
| Гілберт Готтфрід   | Джонні Кранч     |
| Вінс Ніл           | Боббі Блек       |
| Кері Вюрер         | Мелоді           |

## Виробництво
Говард Стерн спочатку розглядався на роль Джонні Кранча, Біллі Айдол мав зіграти Вінса Ніла. Роль Ньютона пропонували Девіду Боуї.

## Музика
Музика займає центральне місце в сюжеті фільму. Офіційний реліз саундтреку включає: 
1. "Cradle of Love" — Billy Idol
2. "Sea Cruise" — Dion
3. "Funky Attitude" — Sheila E.
4. "Glad to Be Alive" — Lisa Fischer, Teddy Pendergrass
5. "Can't Get Enough" — Tone Loc
6. "Rock 'N Roll Junkie" — Mötley Crüe
7. "I Ain't Got You" — Ендрю Дайс Клей
8. "Last Time in Paris" — Queensrÿche
9. "Unbelievable" — Yello
10. "Wind Cries Mary" — Richie Sambora

## Зовнішні посилання
- The Adventures of Ford Fairlane на сайті IMDb (англ.)
- The Adventures of Ford Fairlane на сайті Rotten Tomatoes (англ.)